# Prima materia

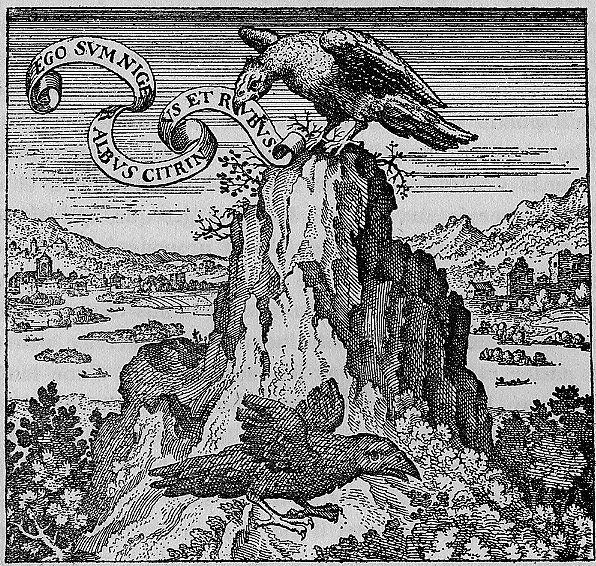
Michael Maier: embleem uit zijn 'Atlanta Fugiens' met uitbeelding van de prima materia

Prima materia (Latijn: 'eerste materie'; ook: materia prima) is een begrip uit de alchemie. Het duidt geen materie in de gewone zin aan, maar eerder een potentieel tot materie. Het begrip is essentieel in de alchemie, om de theorie van transmutatie van gewone metalen in edele metalen te ondersteunen. De 'eerste materie' is ook in negatieve zin te begrijpen als dat wat rest nadat alles aan een object is ontnomen wat het aan karakteristieken bezat. Het begrip prima materia als 'materie zonder vorm' is terug te voeren op Aristoteles' fysica en metafysica.

## Principe
Presocratische filosofen speculeerden over het ontstaan van de wereld en formuleerden oersubstanties die eraan ten grondslag zouden liggen. Zo'n oersubstantie (ἀρχή, archē) kon lucht, water, vuur, geest (nous) of het onbepaalde (apeiron) zijn. Dergelijke natuurfilosofie heet monisme. Ook Aristoteles veronderstelde dat er een basissubstantie moest zijn, prōtē hulē (πρώτη ὕλη), 'eerste materie'. Hij beschouwde deze eerste materie slechts als een potentie, die in de werkelijkheid echter telkens een vorm met eigenschappen kreeg. In potentie bevatte de eerste materie dus alle soorten materie. Het is door de vorm dat de eerste materie werkelijkheid wordt. Het concept van de prima materia vond in de middeleeuwen opnieuw ingang onder invloed van de scholastiek. In de alchemie werd het zodoende essentieel, omdat men aannam dat het proces kon worden omgezet: alle materie van zijn vorm en eigenschappen terugbrengen tot de prima materia. Zo kon, dacht men, nieuwe materie worden gemaakt (transmutatie), en zou via deze omweg bijvoorbeeld lood kunnen worden veranderd in goud (chrysopoeia). Dit speculatieve alchemistische proces stond bekend als het magnum opus.
De prima materia werd in het proces van de transmutatie ook al vroeg "mercurium" genoemd, niet het gewone mercurium (kwikzilver), maar het "mercurium der filosofen". Het zou dan het mercurium zijn, bevrijd van de 4 elementen van Aristoteles - vuur, aarde, lucht en water - of meer precies van de kwaliteiten die ze representeren. Wat de alchemist dus moest doen, was het gewone kwik ontdoen van zijn 'aardse' eigenschappen en zijn 'water'eigenschappen en het vastleggen door 'lucht' weg te nemen. De aldus bekomen prima materia moest dan nog met zwavel en soms met arseen behandeld worden om er de gewenste eigenschappen aan toe te voegen. De 'sulphur' was ook geen gewone sulphur, maar het daaruit afgeleide principe, waaruit dan de steen der wijzen werd gevormd - wit voor zilver en geel of rood voor goud.

## Benamingen
In de loop der tijden zijn aan dit moeilijke begrip vele namen gegeven, die de leek niet veel wijzer maken. Zo gaf Rulandus (Martin Ruland de jongere) in zijn Alchemistisch Lexicon uit 1612 onder meer de volgende benamingen aan Prima materia:
- Microkosmos ('waarin alle elementen, aarde, vuur, lucht en water aanwezig zijn, evenals dood, ziekte, schepping enz.')
- nadien werd het Steen der wijzen genoemd, omdat het uit één ding gemaakt was
- het wordt ook levenswater genoemd
- Chambar, omdat het de 'koning' doodt[3]
- Medicijn, omdat het beste medicijn is dat alle ziekten van mens en metaal kan genezen
- Serpent of Draak, want het verslindt en vernietigt.
- Sulphur of alum, want het verteert en brandt op.